# Tim Cook
Tim Cook   (Mobile, 1 de novembre de 1960), de nom complet Timothy Donald Cook, és el director general (CEO) d'Apple, societat en la qual va entrar a treballar el març de 1998. Amb la dimissió de Steve Jobs el 24 d'agost de 2011, va ocupar la direcció general d'Apple.

## Biografia

### Infantesa
Timothy Cook va créixer a Robertsdale, Alabama. El seu pare era obrer de la drassana local i la seva mare era mestressa de casa. Timothy Cook es diplomà amb el BSc industrial de la universitat d'Auburn el 1982, així com amb un MBA de la Fuqua School of Business de la Universitat Duke el 1988.

### Carrera
Durant prop de 12 anys Cook va treballar per a IBM i després per a Compaq durant sis mesos com a vicepresident encarregat de la producció i de logística. Tim Cook va arribar a Apple el 1998, just després de la tornada de Steve Jobs. La seva missió principal va ser posar ordre en el sistema de producció, de lliurament i de vendes de la companyia de la poma. Aquest canvi de treball de Compaq a Apple pot semblar arriscada, ja que Compaq era en aquell temps el primer fabricant mundial d'ordinadors personals, mentre que Apple no era més que una petita empresa a la vora del precipici.
El 2005 es converteix en director general delegat d'Apple, després director d'assumptes operacionals.
Per raons de salut Steve Jobs li confia les seves funcions de director general entre gener i juny del 2009. El gener de 2011, el consell d'administració d'Apple concedeix a Jobs un tercer permís per malaltia. Durant aquest temps, Cook és responsable de la majoria de les operacions quotidianes de la companyia mentre que Jobs pren les principals decisions. Des de la dimissió de Jobs, el 24 d'agost de 2011, Cook es converteix llavors el nou director general (CEO) d'Apple: va ser aquell any el CEO americà més ben pagat, amb un sou de 378 milions de dòlars.

### Vida personal
Tim Cook és homosexual, apassionat de fitness i li agraden les excursions, la bici i fer gimnàstica. Comença generalment a enviar correus als seus col·laboradors a dos quarts de cinc del matí. El 2010, a la Universitat de Caoba, Tim va subratllar la importància de la intuïció per guiar les grans tries de la seva vida, i llavors declara que la preparació i el treball són igualment necessaris per a l'execució d'aquesta intuïció.